# Parambassis altipinnis
Parambassis altipinnis är en fiskart som beskrevs av Allen 1982. Parambassis altipinnis ingår i släktet Parambassis och familjen Ambassidae. IUCN kategoriserar arten globalt som otillräckligt studerad. Inga underarter finns listade i Catalogue of Life.